# Сельскохозяйственный год
Сельскохозяйственный год (англ. agricultural year, нем. landwirtschaftliches Jahr, фр. année agricole) — система мероприятий в сельском хозяйстве той или иной страны, предусмотренная для контроля за производством сельcкохозяйственной продукции в отраслях растениеводства (и иногда животноводства), как приуроченных к определённому сезону, благоприятному для ведения данных сельскохозяйственных работ (сезонных работ), так и всесезонных.
Исчисление сельскохозяйственного года, привязанное к циклу сельскохозяйственного производства, существенно облегчает учёт, контроль и планирование в системе сельского хозяйства и экономике страны в целом, где сельскохозяйственный год является частью более объемлющего понятия хозяйственный год (включающего в себя также аспекты складирования и реализации сельскохозяйственной продукции).
Альтернативной единицей учёта, практикуемой в отдельных странах, является разбивка на сезоны (посева, созревания и уборки) для конкретных сельскохозяйственных растений.

## Законодательное определение
Согласно экспертному заключению ФАО сельскохозяйственный год является наиболее оптимальной учётно-отчётной единицей, поскольку упрощает планирование сезонных сельхозмероприятий среди других календарных мероприятий, имеющих сезонную привязку. При этом он одинаково удобен как фермерам для ведения отчётности, так и чиновникам органов контроля для ведения учёта. Кроме того, ФАО даёт определение пашни под паром как пахотной земли, не обрабатываемой в течение одного сельскохозяйственного года.
В России понятие сельскохозяйственного года урегулировано не в полной мере. В законодательстве СССР было закреплено понятие хозяйственный год. В 1921—1930 годах хозяйственный год исчислялся с 1 октября по 30 сентября — с целью охвата цикла сельскохозяйственного производства. Начиная с 1931 года исчисление хозяйственного года было установлено с 1 января по 31 декабря. В 1953—1956 годах хозяйственный год в отраслях животноводства исчислялся с 1 октября по 30 сентября, однако с 1957 года эта практика была отменена — повсеместно велось исчисление с 1 января по 31 декабря.
По данным Министерства экономического развития Российской Федерации сельскохозяйственный год начинается 1 июля, первая его половина — до конца календарного года (31 декабря), а вторая — до 30 июня следующего календарного года.
Законодательство отдельных штатов США определяет сельскохозяйственный год, как период времени, необходимый для выращивания сезонных сельхозпродуктов, включая обработку земли, посевные работы, и уборку урожая, а для отдельных сельскохозяйственных культур, дающих урожай более одного раза в год — период с подготовительных мероприятий (обработки земли) до первого урожая.

## Соотношение с календарным годом
Сельскохозяйственный год не совпадает с календарным. В отдельных странах и регионах мира сельскохозяйственный год в целом и по отдельным категориям производимой продукции может отличаться от приведенного выше в связи с погодно-климатическими особенностями данных регионов, а также с особенностями сельскохозяйственных растений и животных, выращиваемых в данных регионах. Так, например, в отдельных штатах США и в ряде других стран, сельскохозяйственный год начинается 1 марта, в Индии — 1 июня, и так далее.
Проблемные вопросы учёта, как правило, связаны с неравномерностью погодно-климатических зон конкретных стран, соответственно чему вызревание и уборка тех или иных растений проводится в разное время года в различных регионах.

### Производственные циклы
Сельскохозяйственный год в ряде стран делится на производственные циклы, как правило, по периодам посева и созревания озимых и яровых культур — осенне-зимний и весенне-летний, либо в зависимости от сезонов, непригодных для проведения сельскохозяйственных работ, — сезона дождей и сухого сезона (например, в Бангладеш сельскохозяйственный год начинается в апреле, когда прекращается сезон муссонов), либо в зависимости от других факторов.
Для удобства учёта принята следующая категоризация сельскохозяйственных растений:
- двухурожайные, трёхурожайные и многоурожайные — созревающие и подлежащие уборке более двух раз в течение одного сельскохозяйственного года[11], которые в свою очередь подразделяются на:
  - культуры типа риса или кукурузы, учёт по которым ведётся отдельно после каждой уборки;
  - тростниковые культуры типа сахара-тростника или сенных растений и сухого фуража, учёт по которым проводится единожды в году, независимо от количества сборов урожая с них;
  - растения типа хлопка, с которых собирается урожай различных наименований (применительно к хлопку, это будет хлопковое волокно и семена хлопчатника)[12];
- одноурожайные в течение периода времени менее, чем один сельскохозяйственный год (от 6 до 12 месяцев)[13];
- одноурожайные в течение периода времени более, чем один сельскохозяйственный год (от 12 до 24 месяцев)[13];
- двухлетние и многолетние (более 24 месяцев)[10].

### По отдельным культурам
- Какао (1 октября — 30 сентября)[14]
- Кофе (1 октября — 30 сентября)[15]

## Соотношение с религиозными праздниками

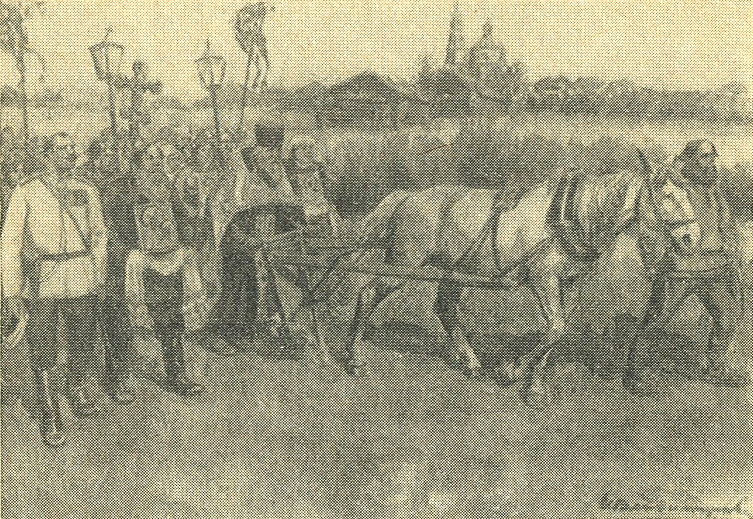
«Первая борозда». Картина Ивана Владимирова

В ряде стран Азии и Африки, где отношение к проведению сельскохозяйственного года носит не бюрократический характер, начало и конец цикла определяются также местными религиозными верованиями и традициями ведения сельского хозяйства. Соответственно этому начало и окончание сельскохозяйственного года сопровождается ритуальными церемониями, молитвами, танцами, песнопениями, сжиганием чучела и т. п. Наличие схожих ритуалов у древнееврейских племён, что нашло своё отражение в Библии, объясняет то, что аналогичные мероприятия до сих пор практикуются в ряде христианских деноминаций (например, у эмишей). В Гималаях к окончанию сельскохозяйственного года, наряду с вышеописанными церемониями по повышению плодородия почвы и продуктивности сельского хозяйства, проводятся свадебные церемонии.